# Novembre 2021
Novembre 2021 est le onzième mois de l'année 2021.

## Événements
- 1er au 13 novembre : COP 26 à Glasgow au Royaume-Uni.
- 2 novembre :
  - attentat à l'hôpital militaire de Kaboul (Afghanistan) ;
  - Élections américaines de 2021 ;
  - élections gouvernorales au New Jersey et en Virginie ;
  - élections municipales de 2021 à New York.
- 3 novembre : l'écrivain sénégalais Mohamed Mbougar Sarr reçoit le prix Goncourt pour son roman La Plus Secrète Mémoire des hommes.
- 4 novembre : élections législatives aux îles Malouines.
- 5 novembre : 
  - explosion d'un camion-citerne à Freetown au Sierra Leone ;
  - une bousculade fait 8 morts au cours d'un festival de musique aux États-Unis.
- 7 novembre :
  - élections générales au Nicaragua, le président Daniel Ortega est réélu ;
  - élections municipales au Québec ;
  - tentative d'assassinat de Moustafa al-Kazimi, homme d'État irakien, Premier ministre depuis 2020.
- 9 novembre :
  - au Cap-Vert, José Maria Neves est investi président et succède à Jorge Carlos Fonseca ;
  - Le bitcoin arrive à sa somme record de 68 430 $.
- 12 novembre au 21 novembre : Championnats du monde de pétanque à Santa Susanna en Espagne ;
- 14 novembre :
  - élections législatives en Argentine ;
  - élection présidentielle et élections législatives en Bulgarie ;
  - Salon aéronautique de Dubaï.
- 15 novembre : 
  - Mondial du Bâtiment à Paris ;
  - Arrestation de Rosalinda González Valencia, épouse de Nemesio « El Mencho » Oseguera Cervantes, leader du Cartel de Jalisco Nouvelle Génération[1].
  - Début officiel de la Saison cyclonique 2021-2022 dans l'océan Indien sud-ouest (mais le premier cyclone ne s'est formé que le 20 janvier 2022 avec la tempête tropicale Ana).
- 17 novembre : début de la révolte de 2021 dans les Antilles françaises.
- 18 novembre : élections législatives tongiennes de 2021.
- 19 novembre :
  - éclipse lunaire partielle, visible depuis l'Asie, l'Australie, l'Océanie, l'Amérique du Nord et l'Amérique du Sud ;
  - durant une hospitalisation de Joe Biden pour des examens sous anesthésie, la fonction de président est transférée à sa vice-présidente Kamala Harris, faisant d'elle techniquement la première femme présidente des États-Unis durant moins de 2 heures.
- 21 novembre :
  - 2e tour de l'élection présidentielle bulgare ;
  - élections parlementaires et élection présidentielle et élections régionales au Chili ;
  - élections régionales et élections municipales au Venezuela ;
  - un accident de bus en Bulgarie fait 46 morts.
- 24 novembre : 
  - la mission de la NASA DART doit tester le recours à un engin de type impacteur pour dévier un astéroïde qui soit susceptible de frapper la Terre, le satellite équipé d'un moteur ionique doit être lancé en novembre 2021 et percuter l'astéroïde binaire (65803) Didymos[2];
  - en Suède, le Riksdag élit Magdalena Andersson Première ministre, première femme à ce poste, mais elle démissionne quelques heures plus tard avant d'être reconfirmée le 30 novembre;
  - le naufrage d'un bateau de migrants dans la Manche fait 28 morts.
- 25 novembre :
  - en Russie, la catastrophe minière de Listviajnaïa fait 51 morts ;
  - en Roumanie, le gouvernement Ciucă entre en fonction.
- 28 novembre :
  - élections générales au Honduras ;
  - élections législatives au Kirghizistan ;
  - Petr Fiala est nommé président du gouvernement de la Tchéquie.
- 30 novembre : à l'occasion du 55e anniversaire de son indépendance, la Barbade devient une république en remplacement de la monarchie constitutionnelle.